# Самерланд (Калифорнија)
Самерланд (енгл. Summerland) насељено је место без административног статуса у америчкој савезној држави Калифорнија.

## Демографија
По попису из 2010. године број становника је 1.448, што је 97 (-6,3%) становника мање него 2000. године.
| Група             | 2000.         | 2010.         |
| Белци             | 1.346 (87,1%) | 1.170 (80,8%) |
| Афроамериканци    | 7 (0,5%)      | 3 (0,2%)      |
| Азијати           | 37 (2,4%)     | 41 (2,8%)     |
| Хиспаноамериканци | 115 (7,4%)    | 192 (13,3%)   |
| Укупно            | 1.545         | 1.448         |